# Бабита Кумари
«Кумари» — традиционное окончание именной формулы для незамужней девушки в северной Индии, не является фамилией.
Бабита Пхогат (хинди बबीता फौगाट, англ. Babita Phogat; род. 20 ноября 1989 года) — индийская женщина-борец. Призёр игр Содружества 2010 и 2014 годов. Бронзовый призёр чемпионатов мира 2012 и Азии 2013. Участница Олимпийских игр 2016 года. Награждена индийской премией Арджуна за стабильно высокие спортивные достижения. По её биографии снят фильм «Дангал».

## Биография
Бабита родилась 20 ноября 1989 года в деревне Балали, округ Бхивани, штат Харьяна.
Её родители — бывший член сборной Индии по борьбе Махавир Сингх Пхогат и его жена Дая.
У Бабиты есть младший брат и три сестры: Гита, Риту и Сангита. Её отец также взял под опеку двух дочерей своего погибшего брата: Винеш и Приянку.
Бабита, как и её старшая сестра Гита, получила степень бакалавра в государственном колледже Бхивани для девочек.
Их отец, вдохновлённый в 2000 году примером Карнам Маллешвари, первой женщины Индии, выигравшей олимпийскую медаль, решил, что его дочери тоже должны стать спортсменками, и начал тренировать Гиту, а затем и остальных.
Это начинание подверглось осуждению со стороны местных жителей, считающих, что борьба — это не женское дело, и сёстры Пхогат не смогут из-за этого выйти замуж.
Критика односельчан прекратилась только после первых серьёзных побед. В 2005—2006 годах Бабита выиграла серебро и золото на чемпионате Азии по борьбе среди кадетов.
В 2007 — серебро на Чемпионате мира среди юниоров, проиграв в финале американке Уитни Кондер.
После этого она начала выступать в основной возрастной категории с весом до 51 кг, первое время не демонстрируя особых успехов.
На чемпионате мира 2009 года она уступила в четвертьфинале молдаванке Наталье Буду,
однако на чемпионате Содружества наций того же года заработала золото.
В 2010 году Бабита проиграла японке Хироми Сакурай в борьбе за третье место на чемпионате Азии
и польке Роксане Засиной в первом же поединке на чемпионате мира.
Зато смогла принести своей стране серебряную медаль игр Содружества и золотую медаль чемпионата Содружества в следующем году.
Бабита не прошла отбор на Олимпиаду в Лондоне, заняв в квалификационном турнире только 5-е место.
Взамен она завоевала две бронзовые медали на чемпионате мира этого
и чемпионате Азии следующего года,
а также золотую медаль игр Содружества в Глазго.
В дальнейшем Бабита заняла пятое место на Азиатских играх в Инчхоне и на чемпионате Азии в Дохе, уступив в борьбе за бронзу китаянке Чжун Сюэчунь и Жулдыз Эшимовой из Казахстана соответственно.
Чтобы попасть на Олимпиаду 2016 года, Бабита приняла участие в Азиатском квалификационном турнире, где завоевала бронзу, что однако не давало ей возможности поехать на соревнования в Рио-де-Жанейро.
Месяц спустя она попробовала снова в общемировом турнире в Стамбуле, но выбыла уже в четвертьфинале, проиграв американке Хелен Марулис.
Однако после дисквалификации монгольской спортсменки, победившей в Азиатском турнире, её бронь на Олимпиаду была отдана Бабите.
К сожалению, на соревнованиях она проиграла в первом же турнире гречанке Марии Преволараки.
На Чемпионате Азии в феврале 2018 Бабита проиграла в самом начале японке Ю Мияхара. Двумя месяцами позже на Играх Содружества в Голд-Кост (Австралия) она заняла второе место, уступив в последнем поединке канадке Диане Вейкер.
В августе 2019 года Бабита вместе со своим отцом вступила в партию Бхаратая джанати. 1 декабря того же года спортсменка вышла замуж за борца Вивека Сухага, вместе с которым она принимала участие в девятом сезоне танцевального телешоу Nach Baliye.